# Linda Tuhiwai Smith

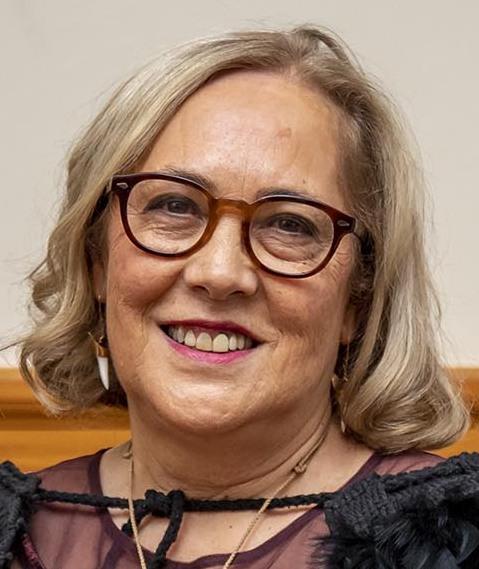
Linda Tuhiwai-Smith (2023)

Linda Tuhiwai Te Rina Smith (geborene Mead, * 1. Dezember 1950 in Whakatāne) ist eine neuseeländische Pädagogin und Professorin für Indigene Bildung am New Zealand's Māori Centre of Research Excellence (maori: Ngā Pae O Te Māramatanga) der University of Waikato (maori: Te Whare Wānanga o Waikato) in Hamilton, Neuseeland.

## Leben und Wirken
Linda Tuhiwai Te Rina Smith ist die Tochter von Tā Hirini Moko und June Mead. Sie ist mit Ahorangi Graham Hingangaroa Smith verheiratet, das Paar hat zwei Kinder. Smith erhielt 1975 ein Diplom als Lehrerin und arbeitete während ihres folgenden Studiums als Lehrerin in multikulturellen Schulen in und um Auckland. Sie erwarb 1975 einen Bachelor, 1987 einen Master und 1996 einen Ph.D. in Pädagogik (education). Ab 1986 arbeitete sie als Forschungskoordinatorin in einem Gesundheitsprojekt, ab 1987 war sie Dozentin an der University of Auckland. 1997 erhielt sie eine erste Professur an dieser Universität (Associate Professor), bevor sie 2001 dort einen eigenen Lehrstuhl erhielt. 2021 ging sie an die University of Waikato.
Smith war in den 1970er Jahren Gründungsmitglied von Ngā Tamatoa, einer Bürgerrechtsbewegung der Māori. Sie hat sich um Bildungsmöglichkeiten für die Māori verdient gemacht und gilt als eine international anerkannte Expertin für die historische und fortbestehende Kolonialisierung Indigener Völker durch einen westlichen und inhärent rassistischen Wissenschaftsbetrieb und mögliche Maßnahmen gegen diese Kolonialisierung. Ihr Buch Decolonizing Methodologies: Research and Indigenous Peoples von 1999 gilt diesbezüglich als wegweisendes Werk und wurde in mehrere Sprachen übersetzt.
Laut Datenbank Scopus hat Smith einen h-Index von 15 (Stand August 2024).

## Auszeichnungen (Auswahl)
- 2013 Companion des New Zealand Order of Merit[3]
- 2016 Mitglied der Royal Society Te Apārangi[7]
- 2018 Te Puāwaitanga Award der Royal Society Te Apārangi[8]
- 2018 Ehrendoktorat der University of Winnipeg[4]
- 2021 Mitglied der American Academy of Arts and Sciences[9]
- 2023 Mitglied der National Academy of Sciences[10]

## Veröffentlichungen (Auswahl)
- Decolonizing Methodologies: Research and Indigenous Peoples, Zed Books 1999, ISBN 978-1856496230.
- Herausgegeben mit Norman K. Denzin und Yvonna S. Lincoln: Handbook of Critical and Indigenous Methodologies, Sage Publications 2008, ISBN 978-1412918039.
- Herausgegeben mit Eve Tuck und K. Wayne Yang: Indigenous and Decolonizing Studies in Education: Mapping the Long View, Routledge 2018, ISBN 978-1138585867.
- Herausgegeben mit Brendan Hokowhitu, Aileen Moreton-Robinson und Chris Andersen: Routledge Handbook of Critical Indigenous Studies, Routledge 2022, ISBN 978-0367642891.
- mit Megan Bang, Bryan Brayboy, Ananda Marin und Justin Hill: Across Lands and Waters: Storying the Future of Indigenous Education, The New Press 2025, ISBN 978-1620978207.